# جيم ليند (لاعب كرة قدم أمريكية)
جيم ليند (بالإنجليزية: Jim Lind)‏ هو لاعب كرة قدم أمريكية أمريكي، ولد في 11 نوفمبر 1947 في إسلي في الولايات المتحدة.